# 佐洛泰
佐洛泰，又按俄语名译为佐洛托耶，是乌克兰东部盧甘斯克州北顿涅茨克区希尔斯凯市镇内的城市，乌克兰行政区划改革前先后隶属于五一城市议会和波帕斯納區。该市面积为24.91平方公里，2022年人口数量为13,007人。该市的名字在乌语和俄语中皆意为“黄金”。

## 历史
在2014年顿巴斯战争期間，该市部分地区被卢甘斯克人民共和国佔領。 
2019年10月29日，乌克兰军队和頓巴斯親俄武裝依据乌克兰问题三方联络小组达成的协议，从该市附近撤军。欧洲安全与合作组织特别代表马丁·萨伊迪克称，冲突双方当天以发射信号弹的方式确认已做好从该市附近撤军的准备。
2022年6月23日，該市被俄罗斯佔領。